# Perplexisaurus
Perplexisaurus is een geslacht van uitgestorven therocephalische therapsiden uit de Deltavjatia vjatkensis Assemblage Zone, Vanyushonki-afzetting van de Urpalovformatie van Rusland uit het Midden- tot Laat-Perm. 

## Naamgeving
Het geslacht werd benoemd door L.P. Tatarinov in 1997 en de typesoort is Perplexisaurus foveatus. De geslachtsnaam is afgeleid van het Latijn perplexus, 'verbluffend'. De soortaanduiding betekent 'met putjes', een verwijzing naar de lange rij halfronde putjes op het bovenkaaksbeen, die wellicht tastharen verankerden.
Het holotype is PIN 2212/15, een schedel met onderkaak.
Een nieuwe soort Perplexisaurus lepusculus, 'het hazenjong', werd beschreven in 2011 door M.F. Ivachnenko uit Rusland.

## Fylogenie
Perplexisaurus is wel geplaatst in een Perplexisauridae gedefinieerd als alle Eutherocephalia nauwer verwant aan Perplexisaurus foveatus dan aan Scylacosuchus orenburgensis, Chthonosaurus velocidens, Akidnognathus parvus of Theriognathus microps.